# 塞西尔·皮珀
塞西尔·皮珀（德語：Cécile Pieper，1994年8月31日—），德国女子曲棍球运动员。她曾代表德国参加2016年和2020年夏季奥林匹克运动会曲棍球比赛，其中2016年奥运会获得一枚铜牌。